# Матейка, Янош
Янош Матейка (венг. Mathejka János; Ян Осипович Матейка; Иван Осипович Матейка; 21 июня 1895, Будапешт, Австро-Венгрия — 7 ноября 1940, СССР) — венгерский писатель

, поэт, журналист, редактор, литературный критик.

## Биография
Янош Матейка родился в 1895 году, его отцом был Йожеф Матейка Риттер фон Регенсбург (венг. József Mathejka Ritter von Regensburg). Ему было три года, когда умер его отец, и овдовевшая мать воспитывала его в трудных условиях.
Сын бывшего офицера штаба австро-венгерской армии. Окончил философское отделение Будапештского университета.
До начала Первой мировой войны принимал участие в радикальном студенческом движении (Галилейский кружок).
Участник мировой войны. Сражался на итальянском фронте, затем в России, где был взят в плен.
С 1915 по 1917 год, как военнопленный находился в России. Позже при помощи Красного Креста вернулся на родину. Стал членом Социал-демократической партии Венгрии. Сотрудничал с газетой Váci, которую редактировал во время революции астр (1918).
Весной 1919 года вступил в Коммунистическую партию Венгрии. После распада Австро-Венгрии и возникновения Венгерской советской республики был прокурором корпуса.
После разгрома венгерской коммуны в числе десяти товарищей был приговорен к расстрелу; раненый при исполнении приговора двумя пулями, он прикинулся мёртвым и ночью бежал. Его снова арестовали и в 1920 году приговорили к пожизненному тюремному заключению.
В 1922 году был обменян советским правительством и с тех пор жил в СССР. С 1924 года возглавлял библиотеку Коминтерна, затем с 1929 года — член Международного бюро революционной литературы, работал в Институте Маркса-Энгельса. В 1930 — е годы преподавал там. В 1931 году стал директором Международного института библиографии.
С 1925 года Я. Матейка был членом МАПП, член секретариата Международного объединения революционных писателей (МОРП).
Один из организаторов «Союза венгерских революционных писателей и художников» и член Международного объединения революционных писателей.
Работал обозревателем и членом редколлегии венгерского журнала Sarló és Kalapács («Серп и молот», официальный
орган Международное Бюро революционной литературы), был главным редактором журнала «Международная литература» Одновременно — член редколлегии издательства «Литература Мировой Революции», а с 1933 года — член руководства Института мировой литературы им. Горького. Заместитель директора. Считался «теоретиком венгерской пролетарской литературы».
В 1938 году был арестован по обвинению, в сокрытии факта, что его жена является «врагом народа». Приговорен к принудительным работам, в 1940 году умер в лагере.
Дата реабилитации: 26 января 1956 года.

## Творчество
Писать начал рано. В 1912 году вышел первый сборник его стихов. В венгерской, немецкой и русской прессе печатались его критические статьи. Его книга «История венгерской революционной литературы» вышла на венгерском и русском языках.
Занимался переводами на венгерский язык поэзии русских поэтов.

## Избранная библиография
- A proletárirodalom alapeloei (Принципы пролетарской литературы), Н. И., 1925;
- Творческий путь И. Бехера (печ. в изд-ве «Советская литература»);
- ряд статей в журнале МОРП и др.